# U-Bahn Ho-Chi-Minh-Stadt
Die U-Bahn Ho-Chi-Minh-Stadt (vietnamesisch: Đường sắt đô thị Thành phố Hồ Chí Minh, wörtlich „Stadtbahn von Ho-Chi-Minh-Stadt“) ist die U-Bahn der vietnamesischen Stadt Ho-Chi-Minh-Stadt. Sie gehört der Vietnamesischen Staatsbahn (vietnamesisch: Đường sắt Việt Nam) und wird von der Verwaltungsbehörde für städtische Eisenbahnen (MAUR) betrieben. Die nach japanischen Normen erbaute Linie 1 wurde am 22. Dezember 2024 eingeweiht. Weitere Linien sind derzeit im Bau oder in Planung.
Die Züge der U-Bahn Ho-Chi-Minh-Stadt haben eine Geschwindigkeit bis zu 110 km/h auf den Hochbahnstrecken und bis zu 80 km/h auf den unterirdischen Strecken.

## Geschichte

### Anfängliche Planung
Das Netz der U-Bahn Ho-Chi-Minh-Stadt wurde erstmals um 2001 als Teil eines umfassenden öffentlichen Verkehrsnetzplans vorgeschlagen, der Ho-Chi-Minh-Stadt und die angrenzenden Provinzen einschloss, mit dem Zweck, Verkehrsstauprobleme zu vermeiden, von denen andere asiatische Städte wie Hanoi betroffen waren.
Dem ursprünglichen Plan vom Februar 2001 zufolge sollte das U-Bahn-System aus sechs Linien mit Kosten von 1,5 Milliarden US-Dollar über 10 Jahre. Das System sollte zudem auch Teil eines 3,35 Milliarden US-Dollar teuren Programms zum Bau eines Schienennetzes sein, das Ho-Chi-Minh-Stadt und die umliegenden Provinzen bedient.
Der Plan wurde 2007 überarbeitet und sah den Baubeginn im Jahr 2008. Gemäß dem Verkehrsmasterplan mit Zielhorizont 2020 sollten drei Einschienenbahn- und Stadtbahnlinien mit einer Gesamtlänge von 37 Kilometern und sechs unterirdische U-Bahn-Linien mit einer Gesamtlänge von 107 Kilometern errichtet werden. Dabei ist der Bến-Thành-Markt im Stadtbezirk 1 ein wichtiger Knotenpunkt für den Busverkehr und zugleich auch für mehrere Linien.

### Finale Planungen und Errichtung der Linien
Die neuesten Pläne für die U-Bahn Ho-Chi-Minh-Stadt, eine überarbeitete Version des früheren Vorschlags aus dem Jahr 2007, wurden am 8. April 2013 genehmigt. Die erste Linie des Netzes, die den Bến-Thành-Markt und Suối Tiên in Thủ Đức verbindet, sollte ursprünglich 2014 fertiggestellt werden. Der erste Spatenstich für Linie 1 fand am 21. Februar 2008 statt. Aufgrund von Finanzierungsproblemen begannen die Bauarbeiten jedoch erst 2012, wodurch sich der Fertigstellungstermin des Projekts auf 2018 verschoben wurde.
Im September 2013 wurde eine Vereinbarung mit der Asiatischen Entwicklungsbank, der Europäischen Investitionsbank und der spanischen Regierung getroffen, 850 Millionen Euro für den Bau der Linie 5 bereitzustellen, wobei alle zusätzlichen Kosten von der vietnamesischen Regierung getragen werden. Der Baubeginn der Linie 5 wurde 2015 vorgesehen.
Im November 2023 planten indische Investoren den Bau von neun U-Bahn-Linien, was laut India Business Forum insgesamt 19 Milliarden US-Dollar kosten würde.
Um 10 Uhr am 22. Dezember 2024 wurde die Linie 1, die vom Bến-Thành-Markt bis Suối Tiên verläuft, nach mehreren Verzögerungen in Betrieb genommen.

## Netz

### Übersicht

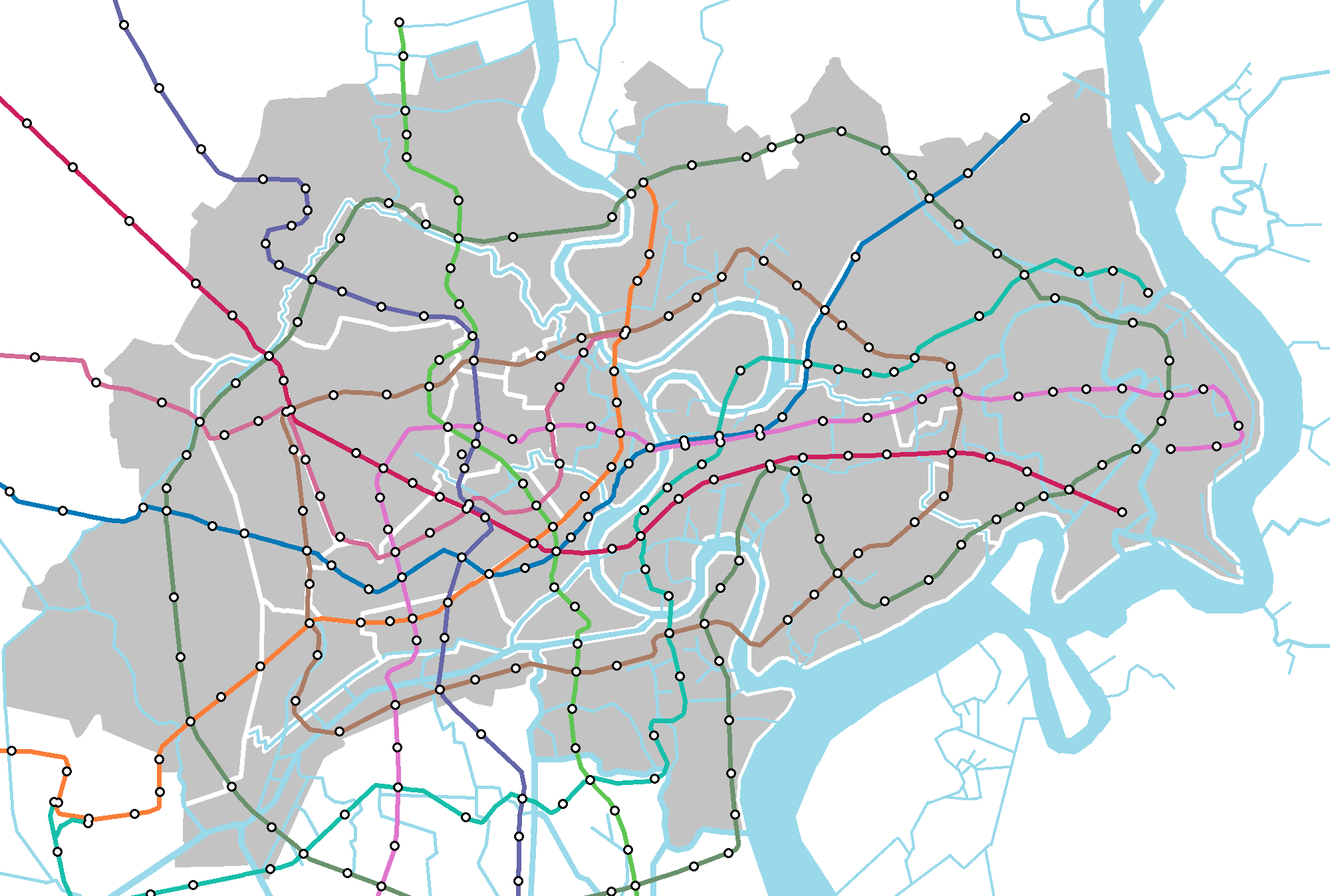
Geplantes Netz der U-Bahn Ho-Chi-Minh-Stadt

| Linie                           | Linienname             | Verlauf                                                                                            | Länge         | Haltestellen  | Status        |
| U-Bahn-Linien                   | U-Bahn-Linien          | U-Bahn-Linien                                                                                      | U-Bahn-Linien | U-Bahn-Linien | U-Bahn-Linien |
| ------------------------------- | ---------------------- | -------------------------------------------------------------------------------------------------- | ------------- | ------------- | ------------- |
| 1                               | Sài-Gòn-Linie          | Bến-Thành-Markt – Suối Tiên                                                                        | 19,7 km       | 14            | In Betrieb    |
| 2                               | Bà-Quẹo-Line           | Củ Chi – Bahnhof Thủ Thiêm                                                                         | 48 km         | 42            | Im Bau        |
| 3A                              | Tân-Kiên-Linie         | Bến-Thành-Markt – Tân Kiên                                                                         | 19,8 km       | 17            | In Planung    |
| 3B                              | Thị-Nghè-Linie         | Kreuzung Cộng Hoà – Hiệp Bình Phước                                                                | 12,2 km       | 10            | In Planung    |
| 4                               | Gò-Vấp-Linie           | Thạnh Xuân – Hiệp Phước                                                                            | 35,75 km      | 32            | In Planung    |
| 4B                              | Tân-Sơn-Nhất-Linie     | Gia-Định-Park – Kreuzung Lăng Cha Cả                                                               | 03,2 km       | 03            | In Planung    |
| 5                               | Cần-Giuộc-Linie        | Neuer Cần-Giuộc-Busbahnhof – Saigon-Brücke                                                         | 23,39 km      | 22            | In Planung    |
| 6                               | Đầm-Sen-Linie          | Kreuzung Bà Quẹo – Kreuzung Phú Lâm                                                                | 06,8 km       | 07            | In Planung    |
| Tram- und Einschienenbahnlinien |                        | |               |               |               |
| T                               | Tramlinie 1            | Ba Son – Võ-Văn-Kiệt-Straße – Lý-Chiêu-Hoàng-Straße – Westlicher Busbahnhof (Bến xe Miền Tây)      | 12,8 km       | 06            | In Planung    |
| M2                              | Einschienenbahnlinie 2 | Nationalstraße 50 – Xuân-Thuỷ-Straße – Bình Quới                                                   | 27,2 km       | unbekannt     | In Planung    |
| M3                              | Einschienenbahnlinie 3 | Kreuzung Nguyễn-Oanh- und Phan Văn Trị-Straße – Quang Trung Software City – Tân-Chánh-Hiệp-Bahnhof | 16,5 km       | unbekannt     | In Planung    |

### Linie 1
Die 19,7 Kilometer lange Linie 1 verbindet den Bến-Thành-Markt, der zukünftige zentrale Umsteigepunkt des Systems, mit Suối Tiên. 2,6 Kilometer der Linie verlaufen im Untergrund und die restliche Strecke wurde in Hochlage errichtet. Drei der 14 Stationen, Bến Thành, Oper Ho-Chi-Minh-Stadt und Ba Son, sind unterirdisch errichtet. Die unterirdischen Stationen sind die ersten unterirdischen Metrostationen Vietnams. Die Züge sind für eine Geschwindigkeit von bis zu 110 km/h auf den Hochbahnstrecken und bis zu 80 km/h im Untergrund ausgelegt. Die Fahrzeit zwischen beiden Endpunkten beträgt etwa 30 Minuten. Die Energieversorgung mit 1500 V Gleichspannung erfolgt über eine Fahrleitung. Es sind Bahnsteigtüren vorhanden.
Im Rahmen der Eröffnung werden zunächst neun Züge von 5 Uhr morgens bis 22 Uhr abends fahren, alle acht beziehungsweise zwölf Minuten inner- und außerhalb der Hauptverkehrszeit. Das U-Bahn-System wird in den ersten 30 Tagen kostenlos betrieben. Zubringerbuslinien, die an die Linie 1 angeschlossen sind, werden ab dem 1. Januar 2025 ebenfalls kostenlos sein, bis Fahrkarten für die U-Bahn verkauft werden.

### Linie 2
Eine zweite Linie befindet sich in Bau. Die 11,3 Kilometer lange Linie 2 wird Bến Thành mit Tham Lương verbinden und auf 9,6 Kilometern unterirdisch verlaufen.
Die Linie 2 sollte ursprünglich durch ein internationales Konsortium aus der Asiatischen Entwicklungsbank (ADB), der Europäischen Investitionsbank (EIB) und der deutschen KFW finanziert werden. Nach der Entführung des vietnamesischen Unternehmers Trịnh Xuân Thanh aus Berlin, kam es zu einer diplomatischen Krise zwischen der deutschen und vietnamesischen Regierung, die auch die Finanzierung der U-Bahn in Frage stellte. Am 13. September 2017 wurden die Arbeiten gestoppt und das Projekt verschoben.
Der Bau wird nun vollständig durch den vietnamesischen Staat finanziert und auf internationale Kredite verzichtet. Eine Fertigstellung ist für 2030 geplant bei geschätzten Kosten von 1,88 Milliarden USD. Es ist das erste Projekt, dass von Ausnahmeregelungen und Mechanismen der neuen Resolution Nr. 188/2025/QH15 profitieren soll.

## Fahrzeuge
Bei dem japanischen Hersteller Hitachi Rail wurden 2013 17 Dreiwagenzüge für die Linie 1 bestellt. Sie sind rund 60 Meter lang und haben vier Taschenschiebetüren pro Wagen und Seite. Sie verfügen über 147 Sitzplätze bei einer Gesamtkapazität von 930 Fahrgästen. Eine spätere Verlängerung auf sechs Wagen ist möglich. Sie fahren mit 110 km/h auf Hochbahnstrecken mit Normalspur und 80 km/h auf unterirdisch gelegten Strecken. Alle Züge werden mit einer 1,5-kV-Gleichstrom-Oberleitung betrieben.